# Albert Gazier
Pour les articles homonymes, voir Gazier.
Albert Gazier est un homme politique français né le 16 mai 1908 à Valenciennes et mort le 2 mars 1997 à Vanves dans les Hauts-de-Seine. Syndicaliste, résistant, il est député socialiste de la Seine de 1945 à 1958. Il est sous-secrétaire d’État puis ministre sous la IVe République.

## Jeunesses et premiers engagements
Pupille de la nation après la mort de son père au combat, en 1916, Albert Gazier fait des études de droit qu'il finance grâce à un emploi de commis aux Presses universitaires de France. Il obtient une licence de droit.
Il se syndique en 1932 à la CGT et devient secrétaire de l'union des syndicats des employés de la région parisienne en 1935.
Il adhère à la SFIO au même moment, et mène la liste socialiste pour l'élection municipale de Bois-Colombes de 1935.
Son engagement dans le Front populaire est à la fois politique et syndical. Lors des élections législatives, il est candidat dans la circonscription de Colombes, mais n'est pas élu. Syndicalement, il engage son syndicat dans le soutien aux réformes du gouvernement Blum, et voit les effectifs de syndiqués exploser, ce qui lui permet de devenir permanent dès 1937.

## Pendant la guerre
Mobilisé à sa demande en septembre 1939, il ne participe pas aux combats de la Seconde Guerre mondiale et est rapidement rendu à la vie civile. Il reprend une activité syndicale et fait partie des signataires du "Manifeste des douze" rédigé par Christian Pineau, aux côtés, notamment, de Gaston Tessier et Louis Saillant.
Gazier participe à la Résistance (Libération-Nord) et rejoint de Gaulle à Alger, en 1943. Il représente alors la CGT auprès du chef de la France libre. Il est délégué par la CGT à l'Assemblée consultative provisoire siégeant à Alger puis à Paris (1943-1945). En août 1944 et jusqu'à son élection comme député en octobre 1945 à la première Assemblée constituante, il est membre du Bureau confédéral de la CGT où il joue un rôle de tout premier plan, aux côtés de Bothereau et Saillant.

## La Libération et la Quatrième République
Candidat SFIO pour l'élection de la première assemblée constituante, il est réélu constamment au Palais-Bourbon jusqu'en 1958. Il ne démissionne de ses mandats syndicaux qu'en janvier 1946, après avoir été nommé sous-secrétaire d’État à l’Économie nationale et aux Finances dans le cabinet Félix Gouin.
Il reste au gouvernement dans celui de Georges Bidault, avec le portefeuille des Travaux publics et des Transports. Il est secrétaire d’État à la présidence du Conseil auprès de Léon Blum. Il est ministre de l’Information dans les gouvernements de René Pleven et de Henri Queuille en 1950-1951.
Son dernier poste ministériel est celui des Affaires sociales dans les cabinets Guy Mollet et Maurice Bourgès-Maunoury (1956-1957). À l’information, il travaille à l’amélioration de l’équipement de la radiodiffusion. Aux affaires sociales, il œuvre pour une troisième semaine de congés payés, pour l’introduction de la vignette destinée à financer un fonds de sécurité vieillesse et pour l’extension des conventions collectives.

## La Cinquième République
Il s’oppose au retour au pouvoir du général de Gaulle mais ne suit pas ses camarades dissidents qui créent le Parti socialiste autonome. Il siège au comité directeur de la SFIO de 1947 à 1969. Il soutient François Mitterrand lors du congrès d’Épinay en 1971 et entre au comité directeur du Parti socialiste. Il prend une part active à la rédaction du programme socialiste, en 1971-1972. Il est délégué général du comité des experts du PS de 1973 à 1977.
Il siège au Conseil supérieur de la magistrature de 1983 à 1988.

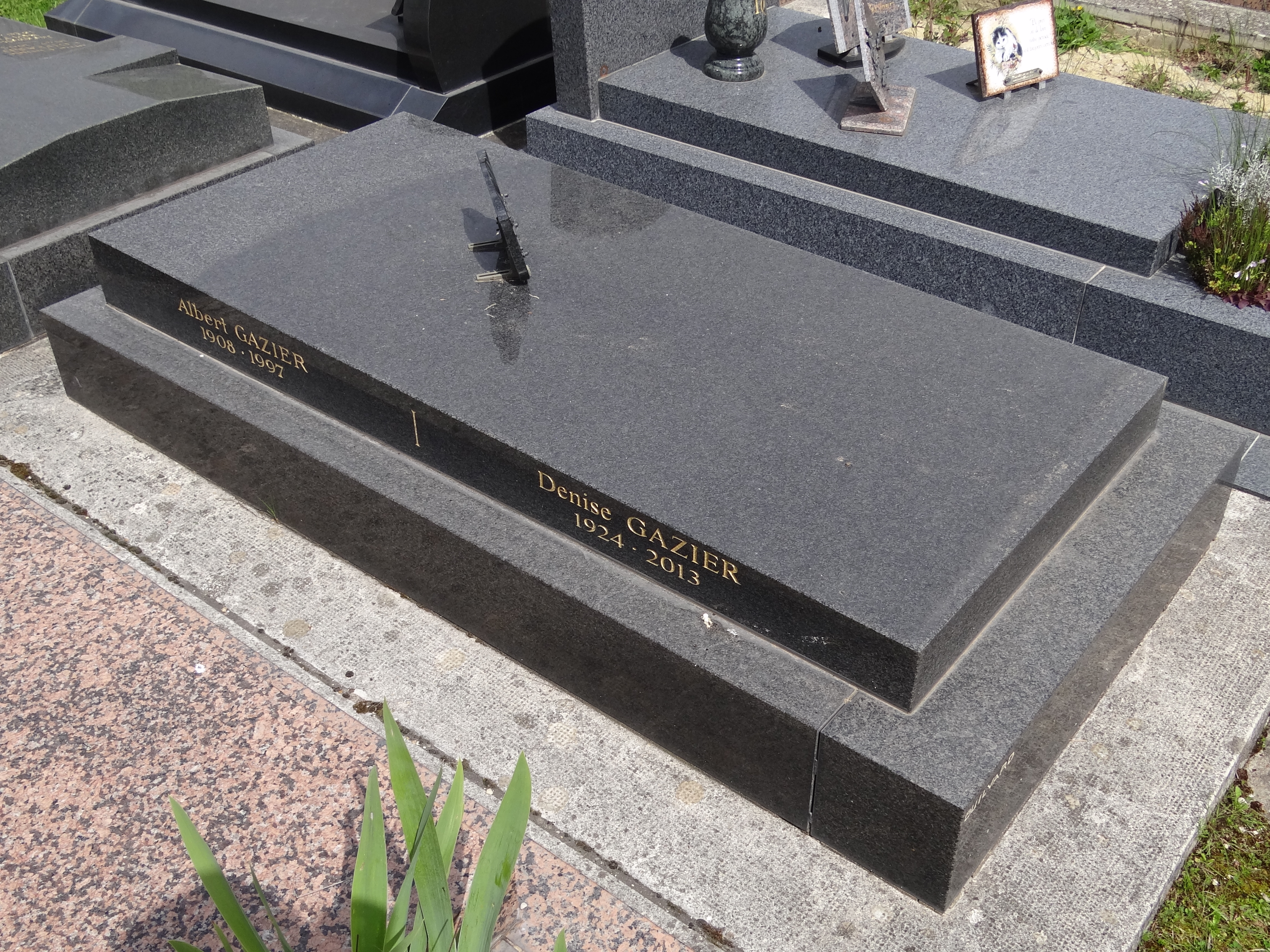
La tombe d'Albert Gazier au cimetière de Vanves (Hauts-de-Seine).

## Fonctions gouvernementales
- Sous-secrétaire d'État à l'Économie nationale et aux Finances du gouvernement Félix Gouin (du 26 janvier au 24 juin 1946)
- Sous-secrétaire d'État aux Travaux publics et aux Transports du gouvernement Georges Bidault I (du 24 juin au 16 décembre 1946)
- Secrétaire d'État à la Présidence du Conseil du gouvernement Léon Blum III (du 16 décembre 1946 au 22 janvier 1947)
- Ministre de l'Information du gouvernement René Pleven I (du 12 juillet 1950 au 10 mars 1951)
- Ministre de l'Information du gouvernement Henri Queuille III (du 10 mars au 11 août 1951)
- Ministre des Affaires sociales du gouvernement Guy Mollet (du 1er février 1956 au 13 juin 1957)
- Ministre des Affaires sociales du gouvernement Maurice Bourgès-Maunoury (du 13 juin au 6 novembre 1957)
- Ministre de l'Information du gouvernement Pierre Pflimlin (du 17 mai au 1er juin 1958)